# Catalina Molina

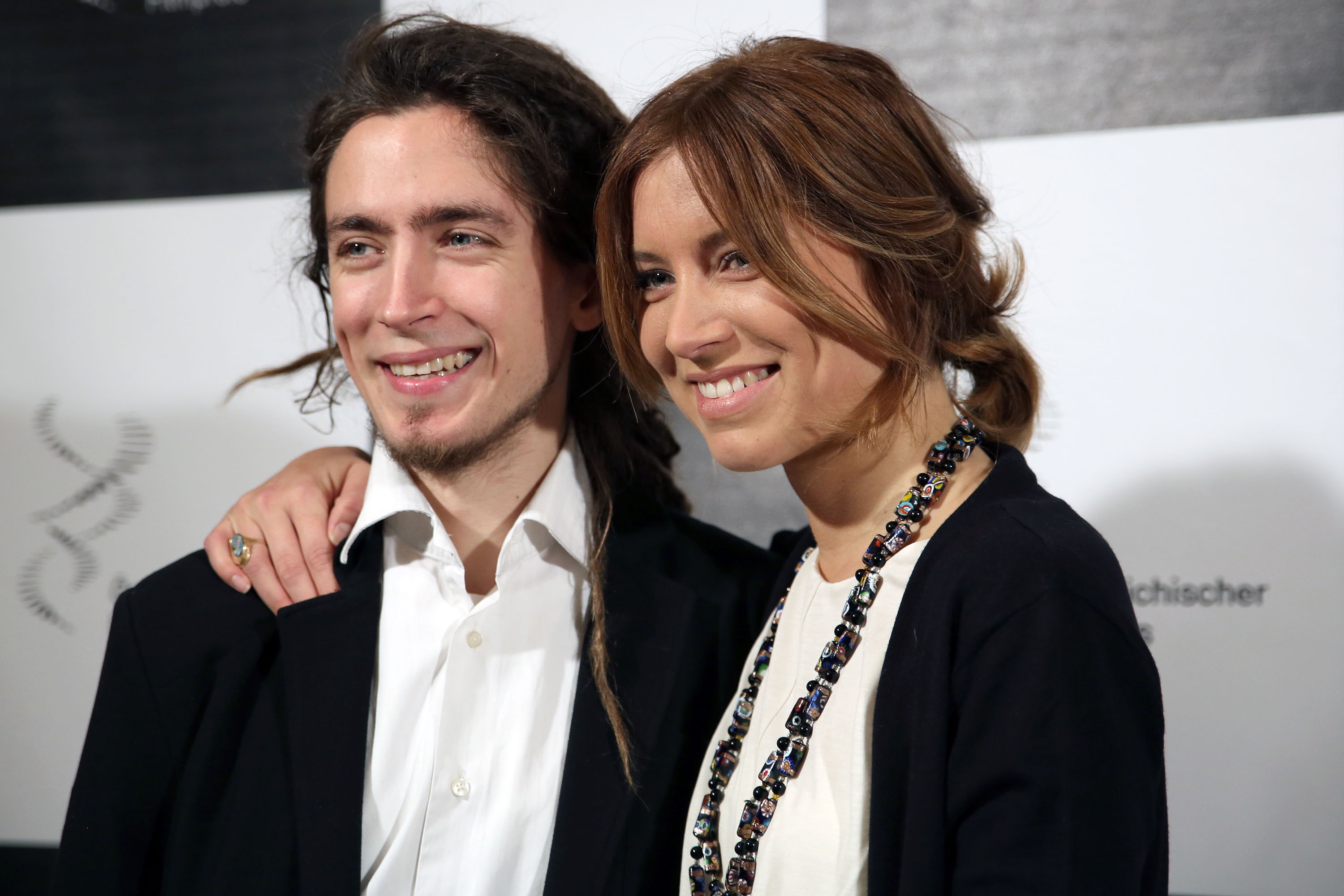
Catalina Molina mit ihrem Bruder Conrado (2013)

Catalina Molina (* 8. Oktober 1984 in Buenos Aires) ist eine österreichisch-argentinische Filmregisseurin und Drehbuchautorin.

## Leben
Molina wurde als älteste von drei Kindern geboren. Ihr Vater ist Architekt, ihre Mutter studierte Kunstgeschichte und Sprachwissenschaften. Mit 6 Jahren zog Molina in die steirische Gemeinde Gröbming, wo sie ihre Kindheit und Jugend verbrachte. Währenddessen besuchte sie die Unterstufe des Bundesgymnasiums Stainach. Nachdem Molina in Graz die HTL für Kunst und Design, Ortweinschule besucht hatte, studierte sie ab 2004 Regie an der Wiener Filmakademie bei Michael Haneke, den sie bei seiner Opernproduktion Così fan tutte (2013, Teatro Real Madrid) als Regieassistentin begleitete.
Internationale Beachtung erhielt sie mit ihren Kurzfilmen Talleres Clandestinos (2010), der unter anderem für den europäischen Filmpreis nominiert wurde, und Unser Lied (2012), der den österreichischen Filmpreis in der Kategorie „Bester Kurzfilm 2013“ erhielt.
Ihr Langfilmdebüt ist der Fernsehfilm Drachenjungfrau (Epo-Film), der 2016 in der Landkrimi-Reihe des ORF erschien. 2018 führte sie Regie bei der in Wien gedrehten Tatort-Folge Glück allein. Für ihren zweiten Landkrimi Das dunkle Paradies wurde sie im Rahmen der Romyverleihung 2020 in der Kategorie „Beste Regie TV-Fiction“ ausgezeichnet. Im folgenden Jahr wurde sie für die Komödie Das Glück ist ein Vogerl erneut in der Kategorie „Beste Regie TV/Stream“ für den Romy-Branchenpreis 2021 nominiert. Ihr fünfter Spielfilm, der Landkrimi Flammenmädchen, hatte im Juni 2021 beim Filmfestival Diagonale seine Premiere. Der Film wurde für den Deutschen Fernsehkrimipreis nominiert und gewann den Fernsehpreis der Erwachsenenbildung. Molina wurde 2022 zum dritten Mal in Folge für die beste Regie in der Kategorie „TV/Stream“ für den Romy-Branchenpreis nominiert. Der Film erhielt in derselben Kategorie ebenso eine Nominierung für den besten Film. Von Dezember 2022 bis September 2023 ist Molina als Gastprofessorin für Regie an der Wiener Filmakademie tätig. Unter ihrer Regie fand am 15. Juni 2023 im Globe Wien in der Marx Halle die 13. Österreichische Filmpreis-Gala statt.
Molina hat zwei Töchter und lebt in Wien.

## Filmografie (Auswahl)
- 2008: Zeitfeld (Kurzspielfilm, Drehbuch und Regie)
- 2010: Talleres Clandestinos (Kurzspielfilm, Drehbuch und Regie)
- 2012: Unser Lied (Kurzspielfilm, Drehbuch und Regie)
- 2014: Hinter der Tür (Kurzfilm, Darstellerin und Regie)
- 2016: Landkrimi – Drachenjungfrau (Fernsehfilm, Regie)
- 2019: Landkrimi – Das dunkle Paradies (Fernsehfilm, Drehbuch und Regie)
- 2019: Tatort: Glück allein (Fernseh-Krimi, Regie)
- 2020: Das Glück ist ein Vogerl (Fernseh-Komödie, Regie)
- 2021: Landkrimi – Flammenmädchen (Fernsehfilm, Drehbuch und Regie)
- 2023: Schnee (Mystery-Thriller-Serie, 2 Folgen Regie)

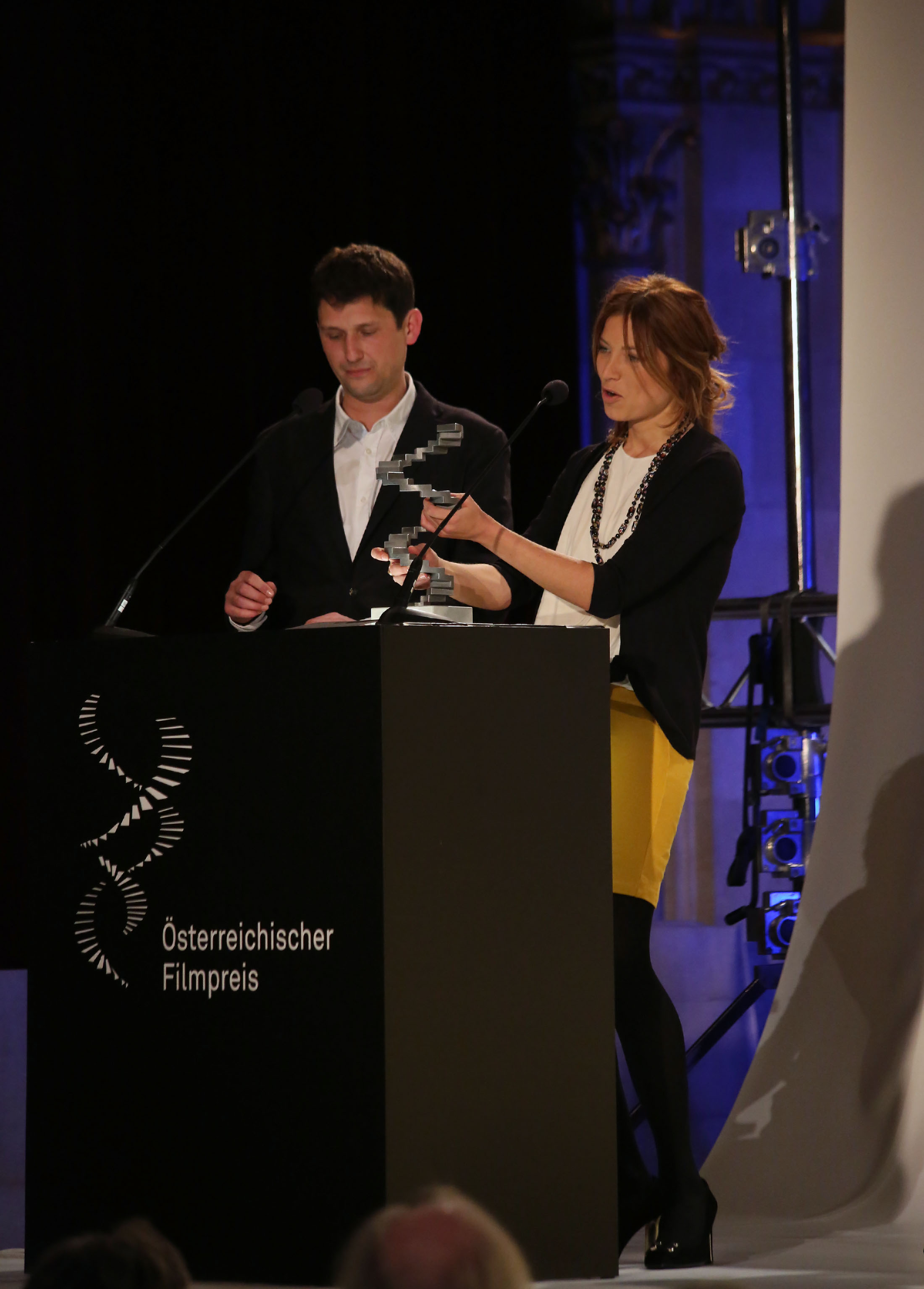
Catalina Molina mit dem österreichischen Filmpreis 2013 für den besten Kurzfilm (Unser Lied)

## Auszeichnungen (Auswahl)
- 2010: Prix UIP Filmfestival Vila do Conde für Talleres Clandestinos
- 2010: Deutscher Menschenrechts-Filmpreis für Talleres Clandestinos
- 2012: Diagonale Graz – bester Kurzspielfilm für Unser Lied
- 2012: Cinestyria-Filmstipendium
- 2012: Startstipendium für Filmkunst des BMUKK
- 2013: Österreichischer Filmpreis – bester Kurzspielfilm Unser Lied
- 2013: Thomas-Pluch-Drehbuchpreis – Würdigungspreis für Unser Lied
- 2016: Biberacher Filmfestspiele – Fernsehbiber für den Landkrimi Drachenjungfrau
- 2020: Romy in der Kategorie Beste Regie TV-Fiction für Das dunkle Paradies[4]
- 2022: Fernsehpreis der Erwachsenenbildung